# The Look of Love (Madonna)
The Look of Love è una canzone della cantante statunitense Madonna. Il brano fa parte della colonna sonora del film Who's That Girl, interpretato dalla stessa Madonna e da Griffin Dunne, ed è stato pubblicato sull'album Who's That Girl - Original Motion Picture Soundtrack che contiene le canzoni del film. È uscito come terzo ed ultimo singolo della colonna sonora il 25 Novembre 1987, dalla Sire Records. Durante le registrazioni del film, allora chiamato Slammer, Madonna aveva richiesto al produttore Patrick Leonard di produrre una canzone dal ritmo lento, che riflettesse la natura del personaggio del film che stava interpretando. In un secondo momento Madonna ha scritto il testo e la melodia sul brano prodotto da Leonard e la canzone divenne "The Look of Love". Durante la scrittura della canzone, Madonna fu anche ispirata da James Stewart nel film Rear Window del 1954.
Apprezzata dalla critica che l'ha definita un "gioiello" della colonna sonora, il singolo della canzone è stato pubblicato in Europa e in Giappone. "The Look of Love" ha raggiunto la top ten delle classifiche in Belgio, Irlanda, Paesi Bassi e Regno Unito. È entrato nelle classifiche anche in Francia, Germania e Svizzera, raggiungendo la top 20 della classifica europea Hot 100 Singles. Madonna ha inserito il brano nella setlist del Who's That Girl World Tour del1987. Durante la performance, Madonna finge di essersi persa sul palco, come il personaggio che lei interpreta nel film.

## Sviluppo
Nel 1986, Madonna stava girando il suo terzo film Who's That Girl, allora conosciuto come Slammer. Avendo bisogno di canzoni per la colonna sonora del film, contattò Patrick Leonard e Stephen Bray, con i quali aveva scritto e prodotto il suo terzo album in studio True Blue nel 1986.
Madonna spiegò loro di aver bisogno di una canzone uptempo e di una canzone downtempo. La canzone uptempo sviluppata fu "Who's That Girl", il primo singolo estratto dalla colonna sonora, la canzone downtempo fu"The Look of Love". Successivamente Madonna cambiò il nome del film da Slammer a Who's That Girl, preferendo quest'ultimo. Per quanto riguarda lo sviluppo delle canzoni per il film, Madonna ha spiegato ulteriormente:
"Avevo in mente alcune idee molto specifiche, della musica che sarebbe stata in piedi da sola e che, allo stesso tempo, avrebbe supportato e migliorato ciò che veniva proiettato sullo schermo e l'unico modo per realizzare ciò era dare una mano nella produzione delle canzoni. [. ..] Esse non riguardano necessariamente Nikki [il nome del suo personaggio nel film] o sono scritte per essere cantate da qualcuno come lei, ma c'è uno spirito in questa musica che riflette il significato del film e il suo personaggio principale, penso."
Nello scrivere la canzone Madonna si è ispirata allo sguardo che l'attore James Stewart ha dato all'attrice Grace Kelly nel film del 1954, La finestra sul cortile. Madonna ha detto: "Non riesco a descriverlo, ma è così che vorrei essere guardata da qualcuno che mi ama. È lo sguardo più puro di amore e adorazione. Come se ci si arrendesse. È devastante." The Look of Love" è stato pubblicato come terzo singolo dalla colonna sonora nel Regno Unito, in alcuni paesi europei e in Giappone. Il  lato B del disco presenta "I Know It", una traccia dall'album di debutto omonimo di Madonna. Nel 1989, The Look of Love fu usata come lato B per il singolo "Express Yourself".

## Il video
Il video della canzone è stato realizzato utilizzando spezzoni del film di cui è colonna sonora.

## Esecuzioni dal vivo
Il brano è stato interpretato durante il Who's That Girl Tour del 1987.  È la settima canzone della set list. Madonna indossa pantaloni di lamé dorato e un top senza maniche. Terminata la performance di "Causing a Commotion", i riflettori sono puntati su Madonna. Durante l'intro della canzone, Madonna vaga per il palco, fingendo di essersi persa. Si tratta di una reinterpretazione di Nikki, il personaggio che interpreta nel film Who's That Girl, che in una sequenza simile del film si era persa. Dopo aver finito di cantare la canzone, Madonna cammina in avanti lottando contro l'aria, mentre il nastro trasportatore la porta indietro, ma malgrado gli sforzi, alla fine viene trascinata via dal palco.

## Classifiche
"The Look of Love" entrò in molte top 10 europee: Uk, Irlanda, Belgio, Paesi Bassi, Danimarca e Svezia. Inoltre raggiunse la top 20 in Giappone e Svizzera. Fu pubblicata anche in Italia, ma non riuscì ad entrare in classifica.
| Classifica (1987–88) | Posizione massima |
| -------------------- | ----------------- |
| Belgio               | 9                 |
| Paesi Bassi          | 8                 |
| Francia              | 23                |
| Germania             | 34                |
| Irlanda              | 6                 |
| Svizzera             | 20                |
| Regno Unito          | 9                 |